# جلسان كورية
جُلَّسان كورية أو أزالية كورية نوعٌ من الجُلَّسان مهده بلاد كوريه. ضروبه خمسة جميعها بجلات تعلو من 30 إلى 90 سم. أوراقها سنانية، نصلها جامد التركيب خملي البشرة يطول من 5 إلى 7 سم. أزهارها نورية وترية التجميع مكبسة ليلكيةٌ أرجوانية الرقشة عشارية الأسدية صغيرة القد قطرها نحو 3 سم. إزهرارها يستمر شهراً واحداً من نيسان إلى أيار.